# Теодор Зисис
Протопрезвитер Теодор Н. Зисис (на гръцки: Θεόδωρος Ν. Ζήσης) е гръцки духовник и учен богослов, преподавател в Солунския университет, един от основните противници на участието на православни църкви в икуменическото движение.

## Биография

### Образование
Роден е през 1941 в Панагия на Тасос в семейството на свещеник, пето от общо седем деца. През 1945 година семейството му се заселва в гюмюрджинското село Меси, където баща му е назначен за свещеник. Там Теодорос завършва основно образование. От 1953 до 1961 година учи в духовното училище в Ксанти, след което през 1965 година завършва с отличие Богословския факултет на Солунския университет. Като отличник е приет да учи в Юридическия факултет, но прекъсва, защото започва кариера като преподавател в Богословския. От 1966 до 1968 година служи на религиозна служба в армията. Жени се за богослова Христина Булаки, преподавател по история на славянските и другите православни църкви в Богословския факултет в Солун, с която има две деца. През 1971 година в Богословския факултет в Солун защитава докторска дисертация в областта на историческото богословие на тема „Човекът и Вселената в Божието домостроителство според учението на Свети Йоан Златоуст“ при професор Панайотис Христу. През 1972 – 1973 година специализира в Западна Германия.

### Кариера
През 1973 година става доцент в Солунския Богословски факултет с труда „Изкуството на девствеността. Светите отци на Църквата в защита на безбрачието“. През 1979 – 1980 година отново специализира в Бон, Западна Германия, и от 1980 година е професор по патрология в Солун с труда „Геннадий II Схоларий. Житие – писания – учение“. През 1982 година след разделянето на Богословския факултет на две катедри е в тази по пастирско и социално богословие, като два пъти е неин декан.
Работи като научен сътрудник в Центъра за византийски изследвания на Солунския университет (1970 - 1974). Още при създаването на Патриаршеския институт за светоотечески изследвания при манастира Влатадес през 1965 година става негов сътрудник, а през 1977 - 1986 година е негов заместник-директор. Същевременно е редактор на списанието на Института „Клирономия“.
През 1970 година става сътрудник на Центъра за византийски изследвания. Директор е на катедрата за византийско богословие в Центъра за византийски изследвания (1988-1998) и директор на Центъра (1991-1995 г.). Член е на редакцията на органа на центъра „Византина Симикта“. Дълги години е председател на Съюза на богословите на Северна Гърция и издава списанието на Съюза „Теологос“. Владее немски и френски език. Автор е на много статии и студии в научни списания, както и на монографии.
Става част от клира на Вселенската патриаршия. Ръкоположен е за дякон през декември 1990 г. и за презвитер през март 1991 г. в манастира „Света Анастасия Узорешителница“, в който служи до началото на 1993 година. От април 1993 година служи в храма „Свети Антоний“ в Солун.

### Позиции спрямо икуменизма
Зисис представлява Вселенската патриаршия и Еладската църква в междухристиянски срещи – участва в диалога със старокатолиците и католиците. Участва и в междуправославни срещи по подготовката на Всеправославния събор през 2016 година.
За критика на неприемливите според него от православна гледна точка документи, оправдаващи унията, подписани през 1993 година на срещата в Баламанд, Константинополската патриаршия му забранява да участва в диалога с католиците. Поради тази позиция в труда си от 1995-та "Православна ли е арменската църква" нарича геноцида над арменците монофизити "известното клане от турците през 1915-та." В 1998 година основава Обществото за православно просвещение и ръководи издаването на богословския тримесечен алманах на Обществото „Теодромия“.
През 2001 година влиза в конфликт с Атинския архиепископ Христодул по време на подготовката на визитата на папа Йоан-Павел II в Атина. Протойерей Теодор смята, че под ръководството на архиепископ Христодул Еладската църква, вследствие на продължаващите тесни контакти със Световния съвет на църквите и с представители на други религии, се е отклонила от апостолския и светоотческия път и върви по пътя на междухристиянския синкретизъм, по пътя на „всеереста на икуменизма“. През юни 2005 година на протойерей Теодор е наложено запрещение да служи, което през септември с. г. е свалено след натиск от клирици.